# Barraca del camí del Mas Roig II
La Barraca del camí del Mas Roig II és una obra del Pla de Santa Maria (Alt Camp) inclosa a l'Inventari del Patrimoni Arquitectònic de Catalunya.

## Descripció
Barraca de planta rectangular, exempta i amb coberta de pedruscall. El portal és rematat amb una gruixuda llinda. Cal destacar de la barraca el seu interior. Entrant a l'esquerra fa una raconada on hi ha ubicada la menjadora. També hi ha una fornícula i un cocó. Salvant la raconada de la menjadora, la seva planta interior és rectangular i mesura 2m de fondària i 3'75m d'amplada. Està coberta amb una falsa cúpula, fins a una alçada màxima de 2'40m. La seva orientació és sud-est.